# Rau vi lá rộng
Rau vi lá rộng hay còn gọi rau vi Java, ráng ất minh Java (danh pháp khoa học: Plenasium javanicum) là một loài dương xỉ trong họ Osmundaceae. Loài này được Blume C. Presl mô tả khoa học đầu tiên năm 1848.